# Ермаковский ручей
Ермако́вский руче́й (Верхняя Чёрная Грязь) — малая река в Пресненском районе Центрального административного округа Москвы, левый приток Москвы-реки. Речное русло заключено в подземный коллектор. Правым притоком является ручей Камушки. В 2008 году при строительстве делового центра «Москва-Сити» коллектор ручья был реконструирован.
Своё название река получила от бывшего урочища Ермакова роща. Через Ермаковский ручей на Звенигородской дороге, вероятно, был брод, в результате чего возник гидроним Грязь. Верхним его назвали по отношению к другому притоку Москвы — ручью Студенец, который также называют Нижняя Чёрная Грязь.
Длина ручья составляет 4 км, площадь водосборного бассейна — 3 км². Река имела два истока на западной и южной окраинах Ходынского поля, которые сливались у пересечения Хорошёвского шоссе и 5-й Магистральной улицы. Водоток проходит на юг вдоль 5-й Магистральной улицы, через Звенигородское шоссе и поворачивает на юго-восток. Далее протекает вдоль 3-й Магистральной улицы, пересекает Третье транспортное кольцо и 1-й Красногвардейский проезд. Устье расположено к северо-востоку от пешеходного моста Багратион.
По сообщению диггеров, верховья реки сильно загазованы, нахождение внутри коллектора без средств индивидуальной защиты органов дыхания опасно для жизни. Водоток на участке от Краснопресненского проспекта до Шмитовского проезда заилен, глубина отложений достигает одного метра. Фактически коллектор ручья — это сток очищенных промышленных вод и канализации. Диаметр верховий составляет 750—1700 мм, в низовьях и среднем течении может в полный рост пройти человек.
Имеется предположение, что речка Верхняя Чёрная Грязь, ставшая позже именоваться Ермаковским ручьём, до этого называлась речкой Шелепихой, по которой получило своё название местность Шелепиха.